# Зубалашвили
Зубалашвили (груз. ზუბალაშვილები) — род грузинских купцов и промышленников. Меценаты. В России указывались как Зубаловы.

## История
Происходят из села Ацкури в Месхетии
Турецкая оккупация Самцхе-Саатабаго в 1578 году вынудила православных грузин искать убежище в Картли, Имеретии и других регионах Грузии; среди переселенцев были и представители рода Зубалашвили, обосновавшиеся в Гори, Цхинвали, Хеити, Кутаиси, Тифлисе… Часть осталась в Ахалцихе. Грузинская православная церковь преследовалась турками; между тем приверженцы католической церкви, находившейся под покровительством Римского Папы, притеснений от турок не имели. Большинство православных грузин, среди них и несколько представителей рода Зубалашвили, воспользовались покровительством католиков, а со временем и сами приняли католическую веру.
Семья Зубалашвили приобрела известность в XVII веке успешной торговлей, ведшейся и в Азии, и в Европе. Зубалашвили помогли царям Вахтангу VI и Ираклию II организовать печатное дело в Тбилиси в XVIII веке. После вхождения Грузии в состав Российской империи Зубалашвили создали торговую сеть, охватывающую Россию, Османскую империю, Индию и Персию. В середине XIX века они также начали создавать первые промышленные предприятия в Грузии.

## Видные представители

Яков Зубалашвили

Иван Зубалашвили (1792—1864) построил первый завод в Грузии по переработке сахара и производству спирта (конец 1830-х годов)
Константин Зубалашвили (1828—1901) и его сыновья Стефан, Пётр и Яков использовали свое большое состояние для общественной благотворительности и оставили наследие во многих зданий в Тбилиси и по всей Грузии. Они построили гостиницы, музыкальную школу, приюты, народный дом (в настоящее время театр Марджанишвили) и здание Благородной гимназии (нынешний I корпус ТГУ) и финансировали строительство нескольких церквей по всей стране (например, Батумский собор). Они также оказали финансовую поддержку национально-освободительным движениям конца XIX века, предоставляя финансы Обществу по распространению грамотности среди грузин и нескольких газет и журналов, в том числе «Иверии» и «Джеджили» («Всходы»). Владели нефтяными промыслами в Баку, основали в 1885 году фирму «К. Я. Зубалова наследники».
Николай Зубалов (1820—1898), построил Дом неимущих имени Зубалова
Лев Зубалашвили (1853—1914), сын Константина Зубалашвили. Имел усадьбу в Подмосковье — Зубалово.
Пётр Зубалашвили (1862 — ?), сын Константина Зубалашвили
Степан Зубалашвили (1860—1904), сын Константина Зубалашвили
Яков Зубалашвили (1876—1941), сын Константина Зубалашвили
Именем братьев Зубалашвили названа улица в Тбилиси, именем Степана Зубалашвили — в Батуми.

## Галерея

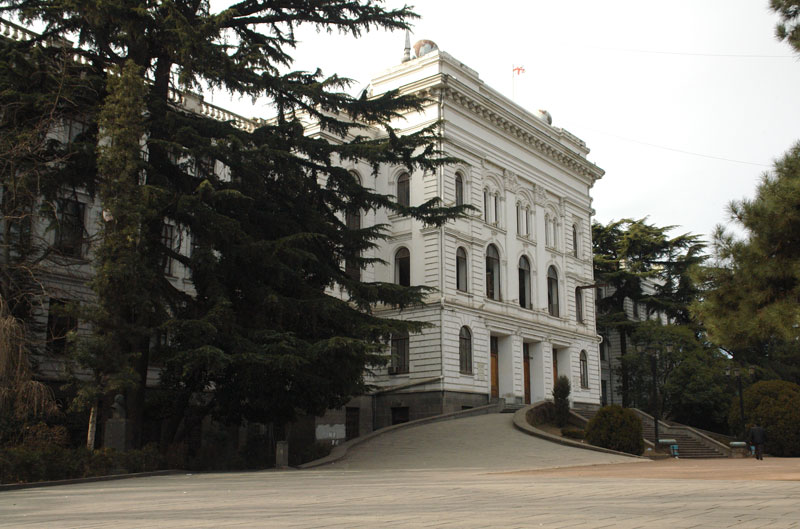
Тблисский государственный университет
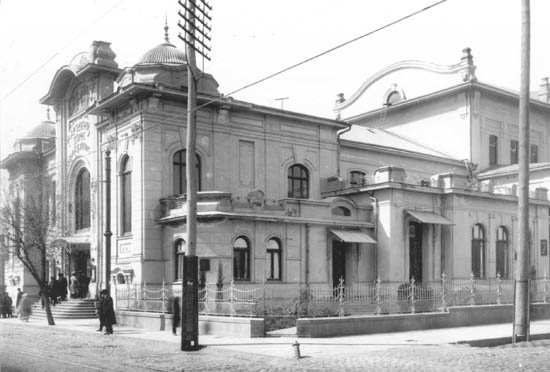
Народный дом Зубалова в Тифлисе. Начало 20-го векв
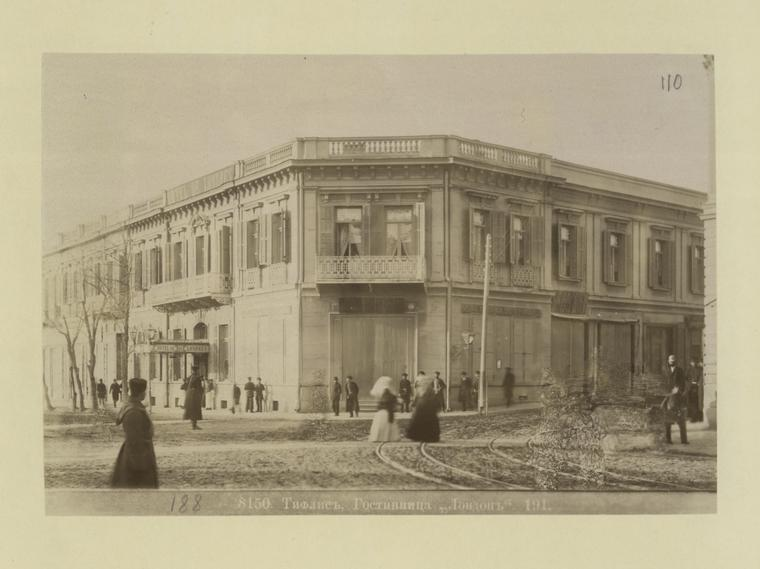
Отель «Лондон» в Тифлисе. 1870-е годы